# Archiconchoecia striata
Archiconchoecia striata är en kräftdjursart som beskrevs av G. W. Müller 1894. Archiconchoecia striata ingår i släktet Archiconchoecia och familjen Halocyprididae. Inga underarter finns listade i Catalogue of Life.